# 中町 (世田谷区)
中町（なかまち）は、東京都世田谷区の地名。現行行政地名は中町一丁目から五丁目。住居表示実施済区域。玉川地域に属する。

## 地理
世田谷区南部に位置し、玉川地域に属する。北で用賀、北東で深沢、南東で等々力、南で野毛、西で上野毛と接する。北西側の玉川台にはわずかに接していない。町域内は主に住宅地として利用されているが、用賀中町通り沿いには商店街が発達している。
東京都都市整備局が2022年に発表した地震に対する総合危険度の町丁別評価では、中町一丁目から五丁目までいずれも、5段階評価のうち相対的に最も安全とされる「レベル1」となった。

### 地価
住宅地の地価は、2025年（令和7年）1月1日の公示地価によれば、中町2-5-5の地点で74万7000円/m2となっている。

## 歴史

### 地名の由来
同地は江戸時代初期に、「野良田」という名で現れる。何もない野原を意味する「野良」が開墾された耕作地であるから「野良田」と呼ばれるようになった。1932年（昭和7年）、「野良田」の名が田舎めいているという住民の意見を考慮し、位置的に玉川地域の中央にあることから玉川中町とされた。1969年（昭和44年）の住居表示の際、現在の形である「中町」となった。この「中町」は、「商業的･行政的な拠点」という意味ではなく、地理的に「中央部」という意味である。

### 等々力ジードルング
1935年（昭和10年）3月、雑誌「国際建築」に等々力ジードルング計画が発表された。建築家の蔵田周忠、久米権九郎が中心となり、目黒蒲田電鉄が中町一丁目の等々力渓谷西側に所有する土地に31戸の戸建住宅を建築し団地化するもので、1927年（昭和2年）にシュトゥットガルトで開催されたヴァイセンホーフ・ジードルング住宅展に触発された計画である。大都市近郊に統一感のある近代的な居住区を建設しようとする野心的な試みであったが、実現には困難も多く、結局は4戸のみの竣工に留まった。

## 世帯数と人口
2025年（令和7年）1月1日現在（世田谷区発表）の世帯数と人口は以下の通りである。
| 丁目       | 世帯数    | 人口     |
| ---------- | --------- | -------- |
| 中町一丁目 | 904世帯   | 1,891人  |
| 中町二丁目 | 1,769世帯 | 3,564人  |
| 中町三丁目 | 1,574世帯 | 3,077人  |
| 中町四丁目 | 1,317世帯 | 3,052人  |
| 中町五丁目 | 1,746世帯 | 3,470人  |
| 計         | 7,310世帯 | 15,054人 |

### 人口の変遷
国勢調査による人口の推移。
| 年                 | 人口   |
| ------------------ | ------ |
| 1995年（平成7年）  | 12,264 |
| 2000年（平成12年） | 12,465 |
| 2005年（平成17年） | 12,808 |
| 2010年（平成22年） | 13,132 |
| 2015年（平成27年） | 13,723 |
| 2020年（令和2年）  | 14,846 |

### 世帯数の変遷
国勢調査による世帯数の推移。
| 年                 | 世帯数 |
| ------------------ | ------ |
| 1995年（平成7年）  | 5,101  |
| 2000年（平成12年） | 5,425  |
| 2005年（平成17年） | 5,799  |
| 2010年（平成22年） | 6,101  |
| 2015年（平成27年） | 6,224  |
| 2020年（令和2年）  | 6,666  |

## 学区
区立小・中学校に通う場合、学区は以下の通りとなる（2024年8月現在）。
| 丁目       | 番地                     | 小学校               | 中学校               |
| ---------- | ------------------------ | -------------------- | -------------------- |
| 中町一丁目 | 全域                     | 世田谷区立玉川小学校 | 世田谷区立玉川中学校 |
| 中町二丁目 | 全域                     | 世田谷区立玉川小学校 | 世田谷区立玉川中学校 |
| 中町三丁目 | 全域                     | 世田谷区立中町小学校 | 世田谷区立玉川中学校 |
| 中町四丁目 | 全域                     | 世田谷区立中町小学校 | 世田谷区立玉川中学校 |
| 中町五丁目 | 2～7番 12～23番 26～41番 | 世田谷区立中町小学校 | 世田谷区立玉川中学校 |
| 中町五丁目 | 1番 8〜11番 24〜25番     | 世田谷区立桜町小学校 | 世田谷区立深沢中学校 |

## 交通

### 鉄道
域内に鉄道駅はない。東急大井町線上野毛駅・等々力駅、東急田園都市線用賀駅が近隣に所在する。

### バス
すべて東急バスによる運行。
瀬田営業所
- 等12：等々力操車所 - 用賀駅 - 成城学園前駅
- 玉21：二子玉川駅 - 東京医療センター
- 自01・自02：瀬田営業所 - 駒大深沢キャンパス前 - 自由が丘駅（出入庫のみ）
- 渋82：等々力 - 渋谷駅
- 園01：田園調布駅 - 千歳船橋
- 系統番号なし：中町五丁目 - 田園調布駅（土曜1往復のみ）

弦巻営業所
- 恵32：恵比寿駅 - 用賀駅
- 等11：等々力操車所 - 桜小学校
- 等13：等々力操車所 - 梅ヶ丘駅

目黒営業所
- 黒02：二子玉川駅 - 目黒駅
- 東98：等々力操車所 - 東京駅南口

### 道路
- 東京都道416号古川橋二子玉川線（駒沢通り）

## 事業所
2021年（令和3年）現在の経済センサス調査による事業所数と従業員数は以下の通りである。
| 丁目       | 事業所数  | 従業員数 |
| ---------- | --------- | -------- |
| 中町一丁目 | 18事業所  | 73人     |
| 中町二丁目 | 73事業所  | 1,002人  |
| 中町三丁目 | 50事業所  | 535人    |
| 中町四丁目 | 76事業所  | 443人    |
| 中町五丁目 | 83事業所  | 581人    |
| 計         | 300事業所 | 2,634人  |

### 事業者数の変遷
経済センサスによる事業所数の推移。
| 年                 | 事業者数 |
| ------------------ | -------- |
| 2016年（平成28年） | 289      |
| 2021年（令和3年）  | 300      |

### 従業員数の変遷
経済センサスによる従業員数の推移。
| 年                 | 従業員数 |
| ------------------ | -------- |
| 2016年（平成28年） | 1,763    |
| 2021年（令和3年）  | 2,634    |

## 施設
- 玉川警察署
- 玉川消防署
- 世田谷中町郵便局
- 日本体育大学和泉校舎
- 世田谷区立玉川中学校
- 世田谷区立玉川小学校
- 世田谷区立中町小学校
- 世田谷区立中町幼稚園
- 世田谷区立中町保育園
- 天祖神社
- 金剛寺

## 出身・ゆかりのある人物
- 国塩耕一郎（官僚）

## その他

### 日本郵便
- 郵便番号 : 158-0091[2]（集配局 : 玉川郵便局[16]）。

## 関連文献
- 「野良田村」『新編武蔵風土記稿』 巻ノ49荏原郡ノ11、内務省地理局、1884年6月。NDLJP:763982/20。